# Barreira do som
Em aerodinâmica a barreira do som é a aparente barreira física que dificulta grandes objetos de atingirem velocidades supersônicas. A expressão foi criada durante a II Guerra Mundial quando diversos aviões começaram a se deparar com os efeitos da compressibilidade do ar e vários outros efeitos aerodinâmicos não relacionados à compressibilidade e começou a sair de uso nos anos 1950 quando aviões passaram a "quebrar" a barreira do som rotineiramente.

## Resumo teórico
O som viaja através de ondas, usando um meio de propagação, no nosso caso o ar. Essas ondas são chamadas "ondas de pressão" e desenvolvem-se da mesma maneira quando jogamos uma pedra sobre um lago. Uma onda circular se forma no ponto em que a pedra atinge o lago e se afasta, expandindo-se a uma velocidade constante. Se atirarmos várias pedras no mesmo ponto em intervalos regulares, formaremos ondas concêntricas.
É o que ocorre com um emissor sonoro, como o avião. A velocidade de propagação dessas ondas é o que chamamos de velocidade do som, que ao nível do mar em condições de atmosfera padrão é de 1 226 km/h, e diminui com a queda da temperatura do ar. Ficou convencionado que, quando um avião se desloca com uma velocidade igual à do som, ele está voando a Mach 1. Esta unidade é uma homenagem ao físico austríaco Ernst Mach que, pela primeira vez, mediu a velocidade de propagação do som no ar.

1. Subsônico
2. Mach 1
3. Supersônico
4. Onda de choque

Quando um objeto qualquer, como um avião, se desloca na atmosfera, comprime o ar à sua volta, principalmente à frente, criando ondas de pressão. Todavia, quando um avião voa a uma velocidade inferior à do som, as ondas de pressão viajam mais rápido, espalhando-se para todos os lados, inclusive à frente do avião. Assim, o som vai sempre na frente.
À vista disso, se um objeto atingir a velocidade Mach 1, ou seja, a velocidade de deslocamento de suas ondas de pressão, este estará comprimindo o ar à sua frente e acompanhando as ondas de pressão (o seu próprio som) com a mesma velocidade de sua propagação. Isso resulta num acúmulo de ondas na parte frontal do avião
Se o avião persistir com essa velocidade por algum tempo, à sua frente se formaria uma verdadeira muralha de ar, pois todas as ondas formadas ainda continuariam no mesmo lugar em relação ao avião. Esse fenômeno é conhecido como Barreira Sônica. Além disso, se o objeto continuar sendo acelerado, ele estará deixando para trás as ondas de pressão que vai produzindo.
Um avião só pode atingir velocidades supersônicas se, entre outras coisas, sua aceleração permitir uma passagem rápida pela velocidade de Mach 1, evitando a formação da Barreira Sônica.

## Estrondo Sônico (Sonic Boom)
Quando o ar em fluxo supersônico é comprimido, sua pressão e densidade aumentam, formando uma onda de choque. Em voo supersônico (com velocidades acima de Mach 1), o avião produz inúmeras ondas de choque, sendo mais intensas as que se formam nas partes dianteira (bordo de ataque) e posterior (bordo de fuga) das asas e na parte terminal da fuselagem.
As ondas de choque geradas por um avião em voo supersônico não são ouvidas quando o objeto se aproxima do observador, pois o objeto viaja a uma velocidade superior que o som produz. Sendo assim, apenas após a passagem do avião que o observador poderá ouvir suas ondas emitidas. Este período é conhecido como “Zona de silêncio e de ação”.
Quando o objeto, ultrapassa o espectador a perturbação dessas ondas e pressão alastram em direção ao solo, causando um estampido, conhecido como “Estrondo Sônico”.
Como as asas da aeronave geram regiões de baixa pressão, devido sua sustentação, em altas velocidades esses distúrbios de baixa pressão são amplificados, como nas condições de voo sônico. Sendo assim, a pressão que é reduzida condensa a água no ar, gerando uma nuvem de vapor e à medida que ocorre a aceleração a nuvem de vapor passa a aparecer na parte traseira da aeronave. Desse modo, quando a onda de choque é perturbada, o vapor desaparece e a barreira de som é “quebrada” gerando o estrondo nas regiões.
A intensidade desse fenômeno depende de vários fatores, tais como as dimensões do avião, velocidade do voo e altitude. Desse modo, o estrondo pode ser forte o suficiente para produzir danos materiais no solo, como quebra de vidros, rachaduras em paredes, muros e outros estragos. Para mais, sua intensidade é maior diretamente abaixo da trajetória de vôo, diminuindo à medida que nos afastamos em ambos os lados.

## Histórico
O Concorde operava em velocidades supersônicas (Mach 2.02) sobre o mar, acelerando após deixar o continente e alcançar altitudes elevadas, minimizando os efeitos danosos.
Quando um avião se aproxima da velocidade do som o ar passa a fluir de uma maneira diferente ao redor de suas superfícies e se torna um fluido compressível. Além de uma série de mudanças na forma, por exemplo, como a força de sustentação é gerada, esta mudança também produz um incremento elevado no arrasto, conhecido como onda de arrasto.
Inicialmente a onda de arrasto não era devidamente compreendida. Acreditava-se que ela crescesse exponencialmente, o que, efetivamente, ocorre dentro de uma pequena faixa de velocidades. Com a força limitada que motores à explosão são capazes de gerar, os aviões não podiam superar este rápido aumento no arrasto: grandes incrementos de potência produziam pequenos incrementos de velocidade. Aparentemente seria necessária uma quantidade infinita de força para alcançar-se velocidades supersônicas e daí surgiu a noção da barreira do som.
Membros da artilharia já haviam superado esta noção. Começando com Ernst Mach no século XIX, eles compreendiam que após determinado ponto, o arrasto não aumentava mais, na verdade voltava a cair. O desafio passou a ser como produzir o empuxo necessário. Com a criação da asa em V que reduz o arrasto, e do motor a jato capaz de produzir a potência necessária, nos anos 1950 diversas aeronaves eram capazes de voos supersônicos com relativa facilidade.
Chuck Yeager (então um major da Força Aérea dos Estados Unidos, mais tarde um general de brigada) foi a primeira pessoa a quebrar a barreira do som em um voo horizontal em 14 de outubro de 1947, pilotando um Bell X-1 experimental e alcançando Mach 1 a uma altitude de 15 000 m (45 000 pés).
George Welch fez uma alegação plausível, mas não verificada, de que teria quebrado a barreira do som 14 dias antes de Yeager, durante um mergulho em um F-86 Sabre. Além disso, alegou, também, ter repetido seu voo supersônico 30 minutos antes do voo de Yeager.
Hans Guido Mutke alegou ter quebrado a barreira do som antes de Yeager, em 9 de abril de 1945 em um Messerschmitt Me 262. Entretanto esta alegação é desacreditada pela maioria dos especialistas e não parece ter base científica.

## Curiosidades
- Em 14 de outubro de 2012, Felix Baumgartner foi a primeira pessoa a quebrar a barreira do som sem a ajuda de motores a jato. Felix saltou a 127 852,4 pés de altitude (aproximadamente 39 km) atingindo 1 357,64 km/h (Mach 1,25).[7]

- A vibração de uma corda ou de um objeto ocasiona variações de pressão provocando uma depressão no ar logo adiante, acarretando outra variação de pressão, de forma sucessiva. Esta propagação de variações de pressão é o que chamamos de deslocamento do som, e a velocidade que este fenômeno ocorre em um meio é conhecido como a velocidade de propagação do som. A velocidade (v) com que o som se propaga em um meio é relacionada à raiz quadrada do módulo de elasticidade volumétrica (E) sobre a massa específica do meio (ρ):

{\displaystyle v={\sqrt {\left({\frac {E}{\rho }}\right)}}}
Desta maneira concluímos que há uma variedade na velocidade de propagação do som, isso variando do meio e a altura onde ela se onde está se propagando.